# ASL Airlines Belgium
A ASL Airlines Belgium, anteriormente TNT Airways, é uma companhia aérea cargueira belga que opera voos fretados principalmente para destinos europeus. Tem a sua sede e hub no Aeroporto de Liège. A companhia aérea costumava ser uma subsidiária da TNT Express, mas foi vendida para a ASL Airlines Ireland em 2016, e posteriormente renomeada.

## Destinos
A ASL Airlines Belgium atende destinos na Oceania, África, Ásia, Leste Asiático, Sul da Ásia, Sudoeste Asiático e Europa.

## Frota

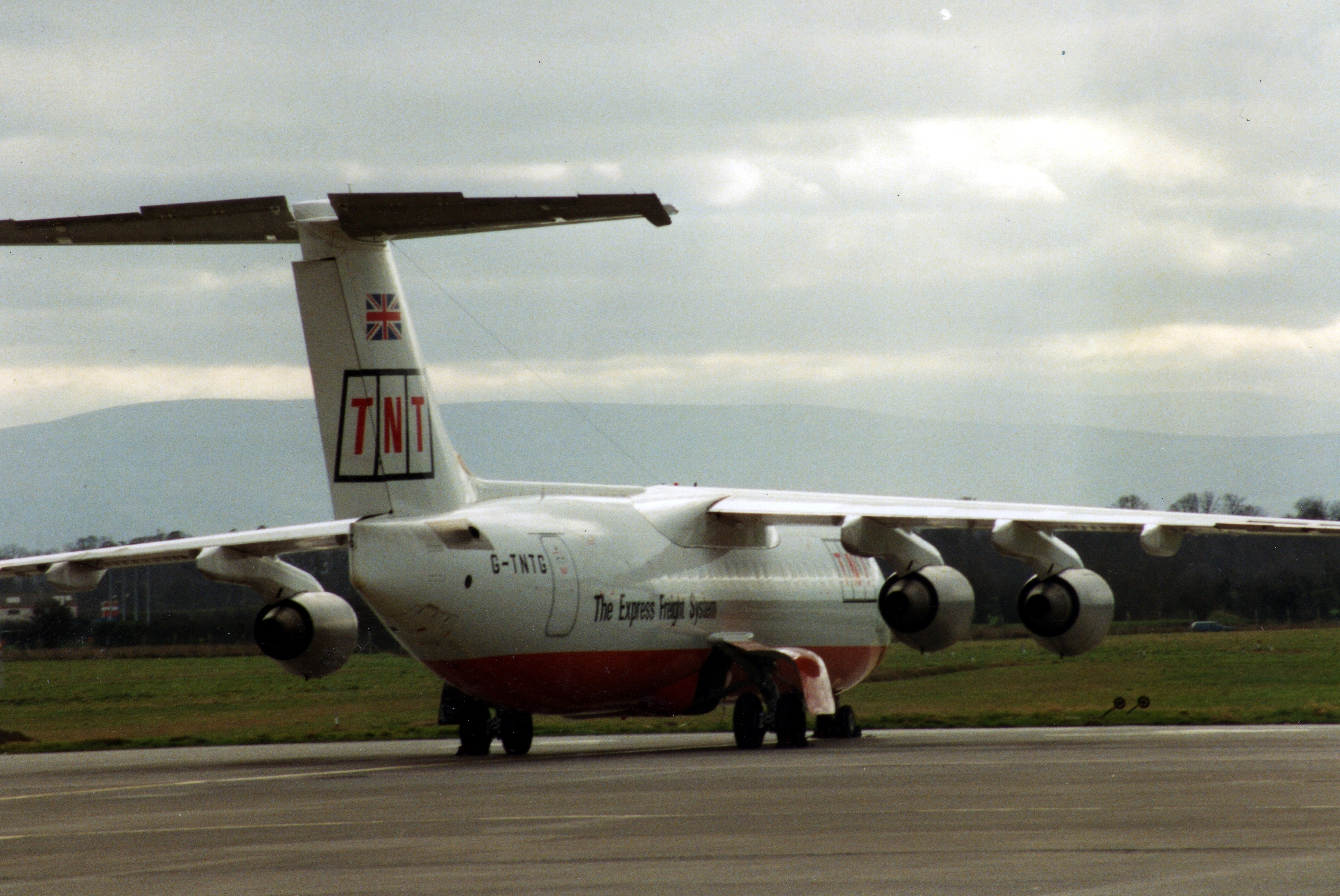
Um British Aerospace 146 da ASL Airlines Belgium

A frota da ASL Airlines Belgium consiste nas seguintes aeronaves (Agosto de 2019):
| Aeronaves         | Em Serviço | Ordens | Notas |
| ----------------- | ---------- | ------ | ----- |
| Boeing 737-400F   | 20         | –      |       |
| Boeing 737-400SF  | 3          | –      |       |
| Boeing 737-800BCF | 2          | –      |       |
| Boeing 747-400ERF | 5          | –      |       |
| Boeing 757-200C   | 1          | –      |       |
| Boeing 757PCF     | 1          | –      |       |
| Boeing 757-200PF  | 1          | –      |       |
| Total             | 33         | 0      |       |

## Acidentes
- 15 de junho de 2006: um Boeing 737-300F, prefixo OO-TND, operando o Voo TNT Airways 325. Na Aproximação final, o piloto automático foi desativado por um curto período. A aeronave pousou na grama à esquerda da pista, resultando no desprendimento do trem de pouso principal direito e na ponta da asa direita e no motor raspando o solo. A tripulação conseguiu decolar novamente e, posteriormente, fez um desvio de emergência para o Aeroporto Internacional de Birmingham, onde foi realizado um pouso no nariz e trem de pouso principal esquerdo, durante o qual a aeronave raspou o nariz e o motor direito.[5]